# Aplahoué
Aplahoué est une commune et une ville située dans le Sud du Bénin, à la frontière avec le Togo, préfecture du département du Couffo. 
On y retrouve un des plus grands marchés de la sous région, le marché Azové qui vient en deuxième position après Dantokpa. La commune d'Aplahoué abrite de nombreuses institutions et services de l'État.

## Administration
Cette commune est composée de sept arrondissements : Aplahoué, Atomè, Azovè, Dekpo, Godohou, Kissamey, Lonkly.

## Géographie

### Végétation

Spécimens récoltés à Aplahoué.
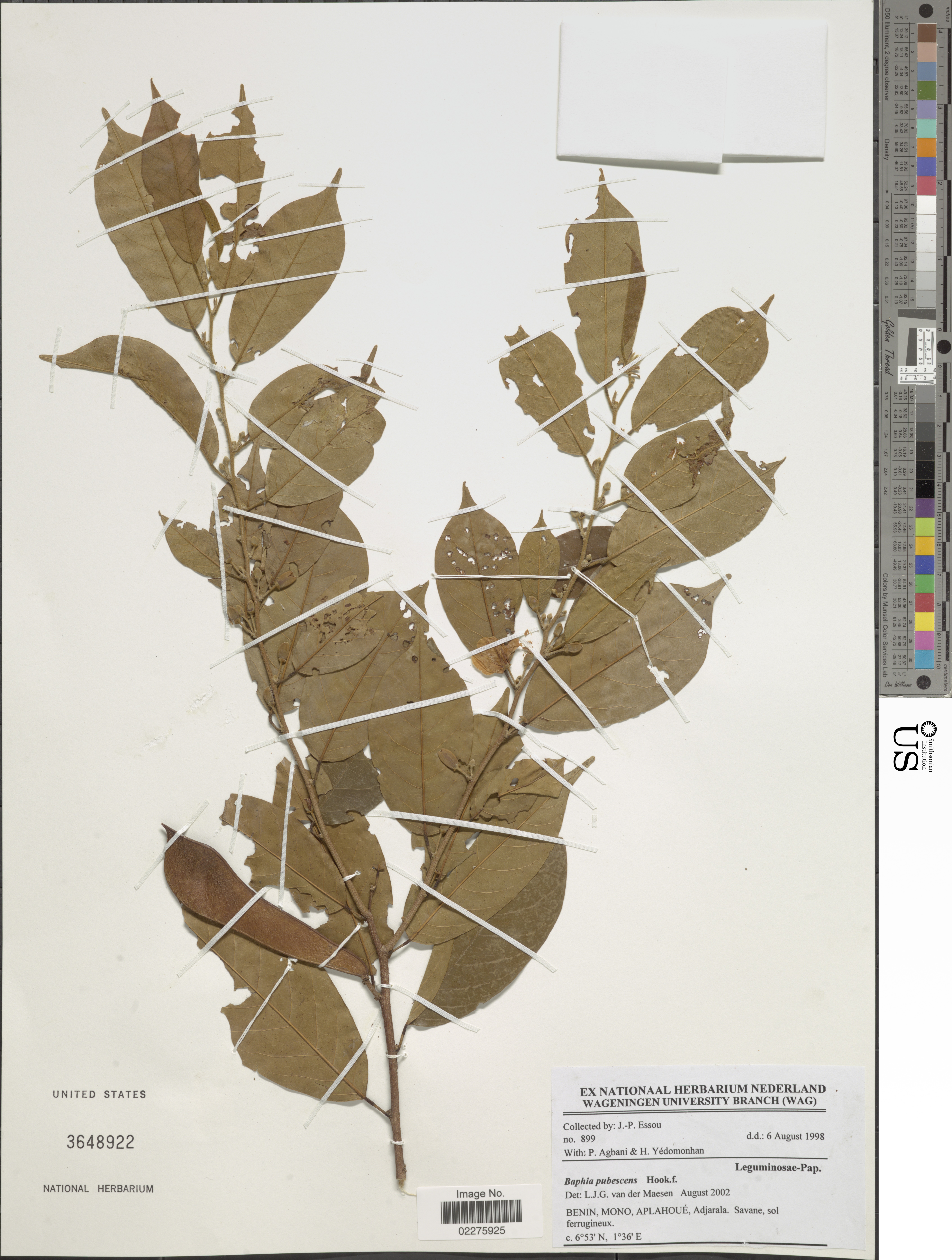
Baphia pubescens.
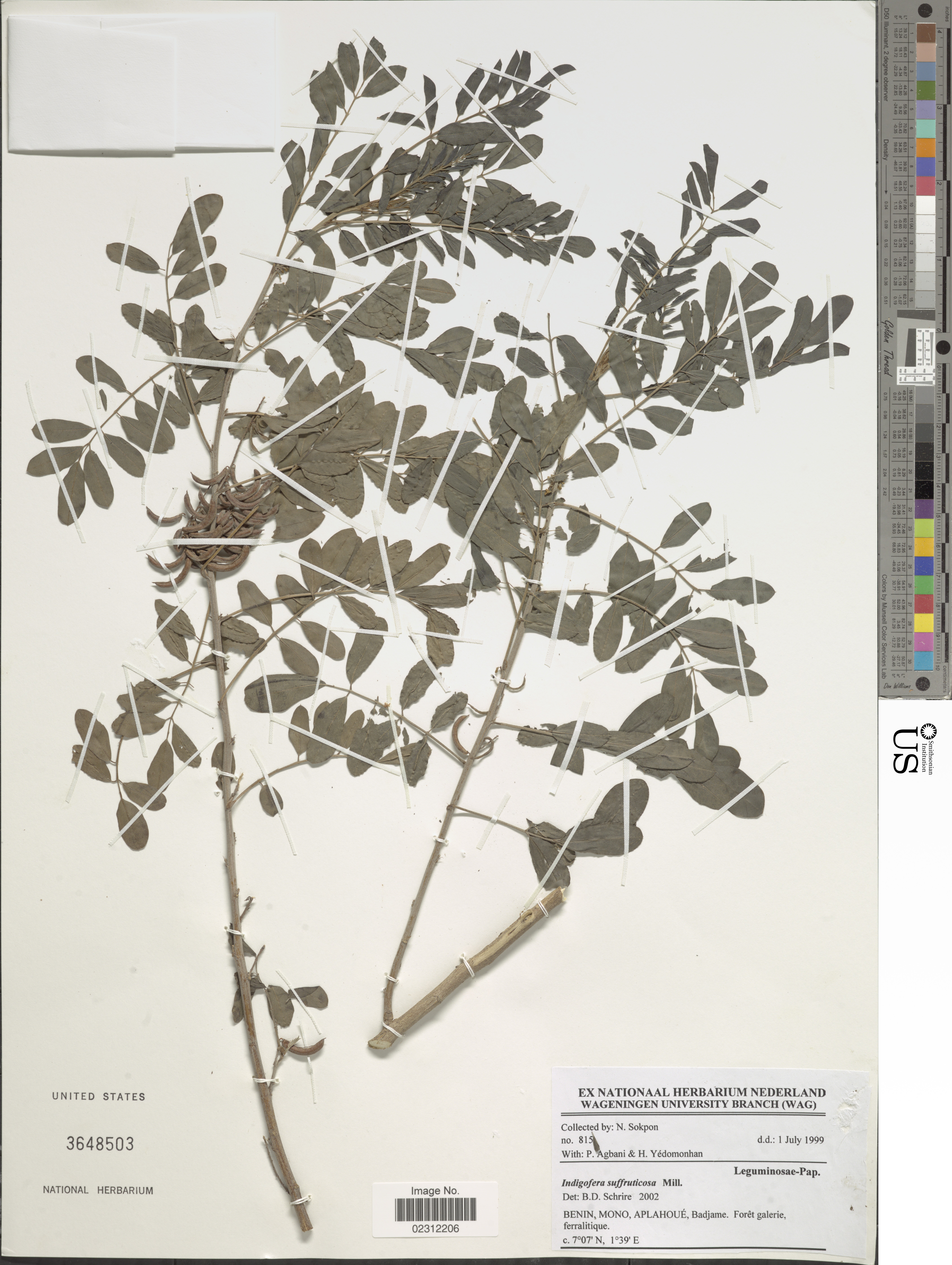
Indigofera suffruticosa.
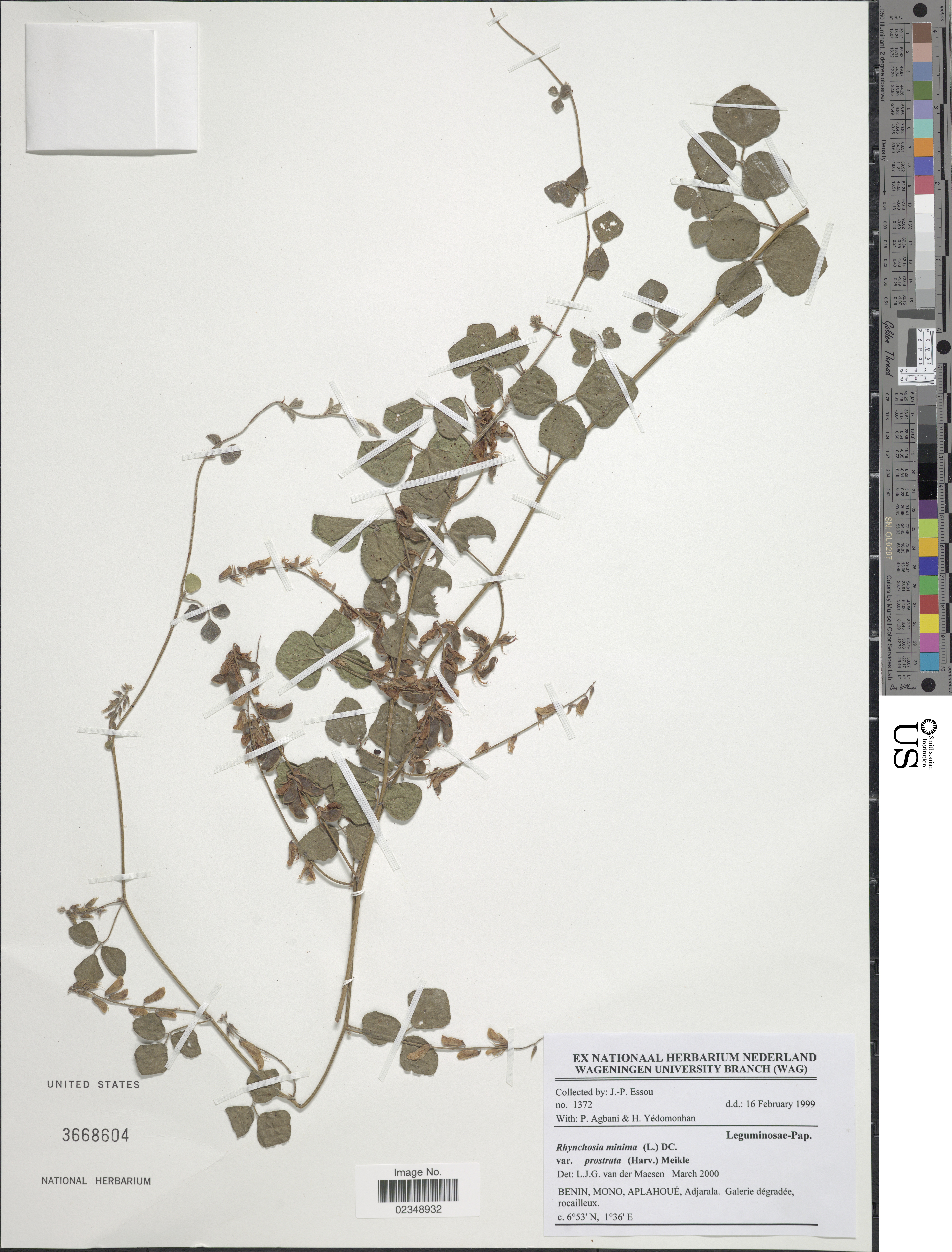
Rhynchosia minima var. prostrata.

### Localisation
|      | Djidja     |            |
| Togo | Aplahoué   | Klouékanmè |
|      | Djakotomey |            |

### Population
Lors du recensement de 2013 (RGPH-4), la commune comptait 171 109 habitants.

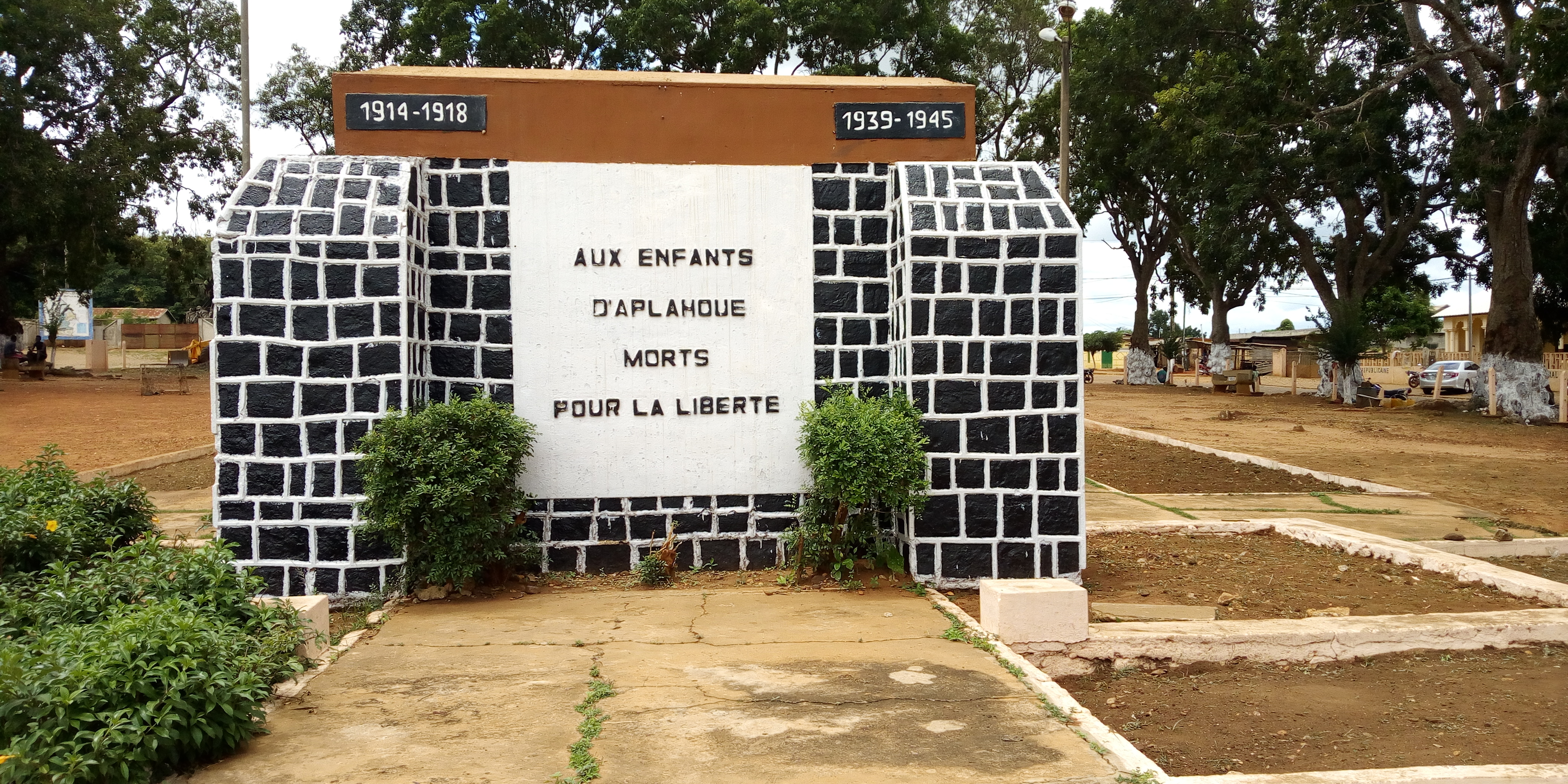
Place publique monuments aux morts à Aplahoué (Bénin).
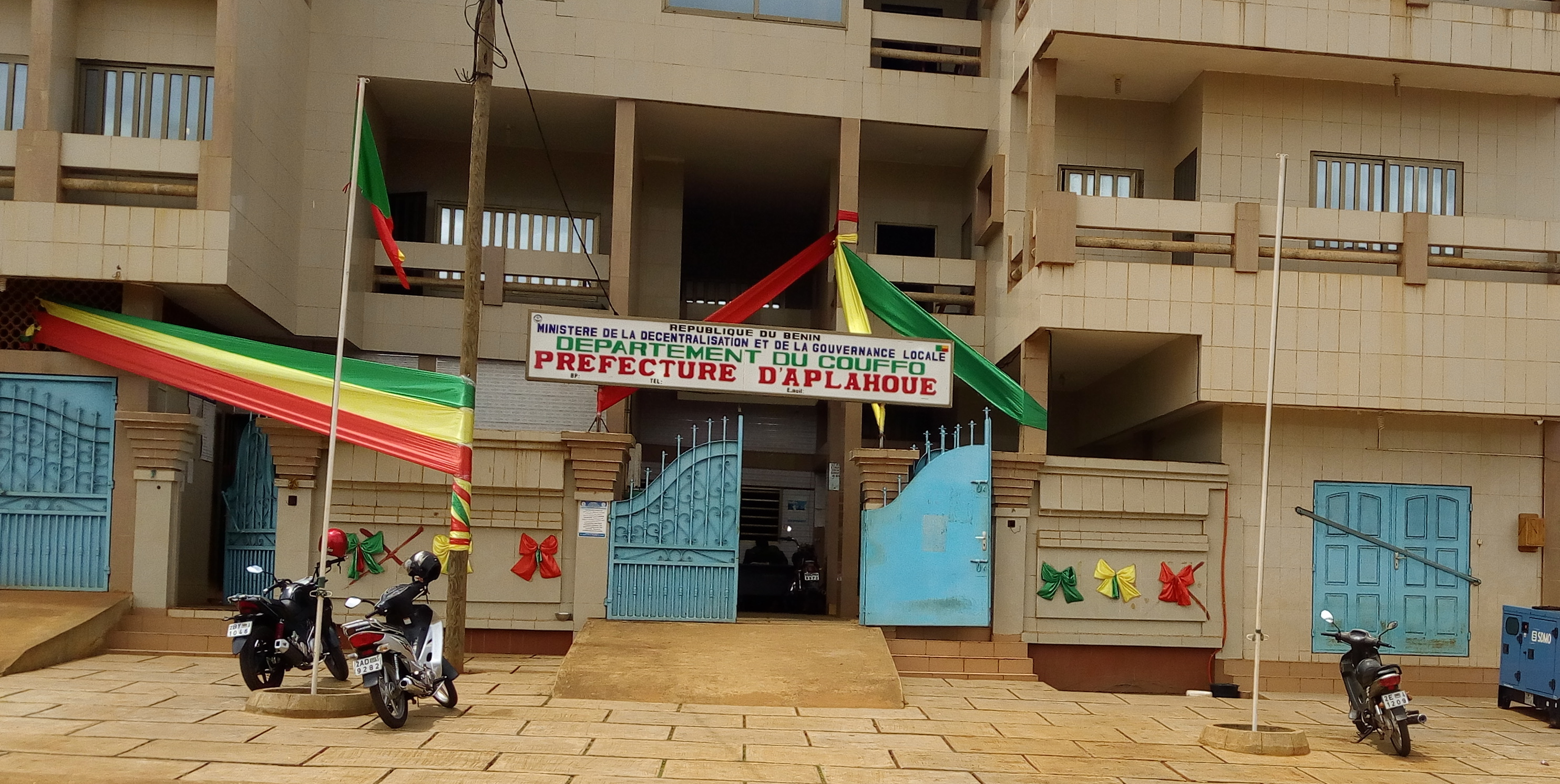
Préfecture d'Aplahoué

## Personnalités nées à Aplahoué
- Adrien Houngbédji, homme politique.